# NGC 7214
NGC 7214 est une immense galaxie spirale barrée située dans la constellation du Poisson austral. Sa vitesse par rapport au fond diffus cosmologique est de 6 858 ± 21 km/s, ce qui correspond à une distance de Hubble de 101,2 ± 7,1 Mpc (∼330 millions d'al). NGC 7214 a été découverte par l'astronome britannique John Herschel en 1834.
La classe de luminosité de NGC 7214 est II-III et elle présente une large raie HI. C'est une galaxie active de type Seyfert 1.2. 
À ce jour, neuf mesures non basées sur le décalage vers le rouge (redshift) donnent une distance de 56,789 ± 17,240 Mpc (∼185 millions d'al), ce qui est loin à l'extérieur des valeurs de la distance de Hubble. Notons que c'est avec la valeur moyenne des mesures indépendantes, lorsqu'elles existent, que la base de données NASA/IPAC calcule le diamètre d'une galaxie et qu'en conséquence le diamètre de NGC 7214 pourrait être d'environ 252 kpc (∼822 000 al) si on utilisait la distance de Hubble pour le calculer.

## Groupe compact de Hickson 91

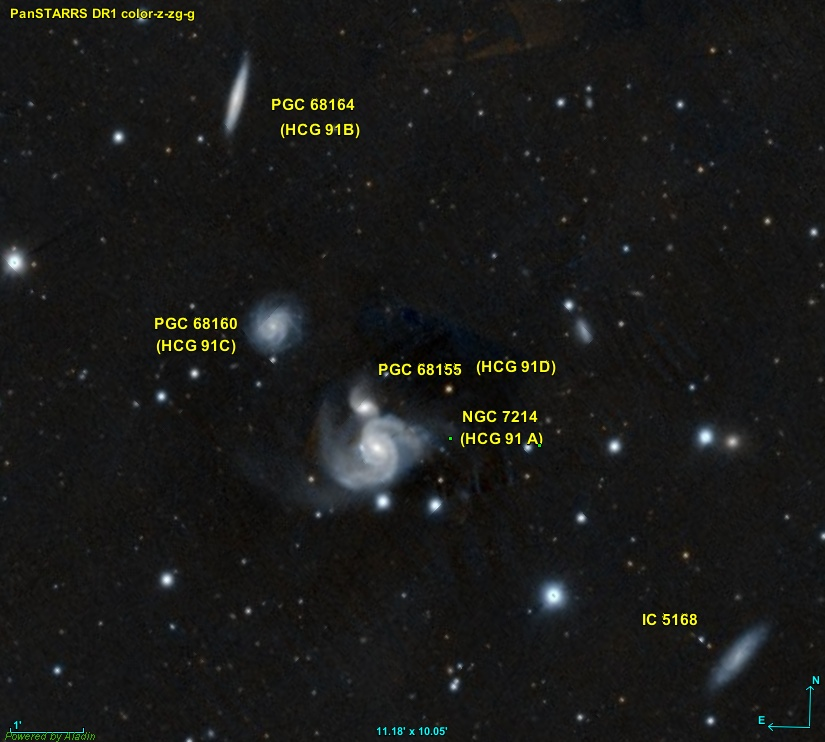
Le goupe compact de Hickson 91.

NGC 7214 fait partie du groupe compact de Hickson 91. Le tableau ci-dessous résume les caractéristiques des trois autres galaxies de ce groupe. IC 5168 ne fait pas partie du groupe de Hickson, mais selon Vaucouleurs cette galaxie forme une paire avec NGC 7214. Mais, comme plusieurs des paires de galaxies mentionnées dans cet ouvrage, il s'agit probablemant d'une paire optique de galaxies, car, selon les distances de Hubble, plus de 100 années-lumière sépare ces deux galaxies.
| Nom       | Classification | Type           | α (J2000.0)    | δ (J2000.0)    | Vitesse radiale (km/s) | Magnitude apparente | Distance (Mpc) | Dimension (kal) |
| --------- | -------------- | -------------- | -------------- | -------------- | ---------------------- | ------------------- | -------------- | --------------- |
| PGC 68155 | SB0            | Lenticulaire   | 22h 09m 08.4s  | -27° 48′ 01.6″ | 7315 ± 22              | 11,57 ± 0,09        | 103,6 ± 7,3    | 600             |
| PGC 68160 | Sc             | Spirale        | 22h 09m 14.01s | -27° 46′ 55.9″ | 7190 ± 10              | 13,99 ± 0,09        | 101,7 ± 7,1    | 143             |
| PGC 68164 | Sc             | Spirale        | 22h 09m 16.27s | -27° 43′ 49.2″ | 7267 ± 31              | 14,18               | 102,9 ± 7,2    | 160             |
| IC 5168   | SB(s)c?        | Spirale barrée | 20h 08m 45.54s | -27° 51′ 23.3″ | 4857 ± 8               | 14,47               | 67,3 ± 4,7     | 107             |

Selon Reduzzi et Rampazzo, NGC 7214 et PGC 68155 (ESO 4670121 dans l'article) forment une paire de galaxies,